# Bergisel (trampolino)
Il Bergisel (nome ufficiale in tedesco: Bergiselschanze, "trampolino del Bergisel") è un trampolino situato sul Monte Isel, a sud di Innsbruck.

## Storia
Inaugurato nel 1930, l'impianto ha ospitato le gare di salto con gli sci dal trampolino lungo dei IX e dei XII Giochi olimpici invernali (le prove dal trampolino corto e di combinata nordica si tennero sul Toni Seelos) e dei Campionati mondiali di sci nordico del 1933, oltre a numerose tappe della Coppa del Mondo di combinata nordica e della Coppa del Mondo di salto con gli sci.
Ogni anno il 4 gennaio vi si svolge una delle quattro tappe del Torneo dei quattro trampolini.

## Caratteristiche
Nella configurazione attuale il trampolino ha un punto K 120 (trampolino lungo HS 130); il primato ufficiale del trampolino innevato è di 137 m, stabilito dall'austriaco Stefan Kraft il 4 gennaio 2015. È stato progettato dall'architetto Zaha Hadid.

## Galleria d'immagini

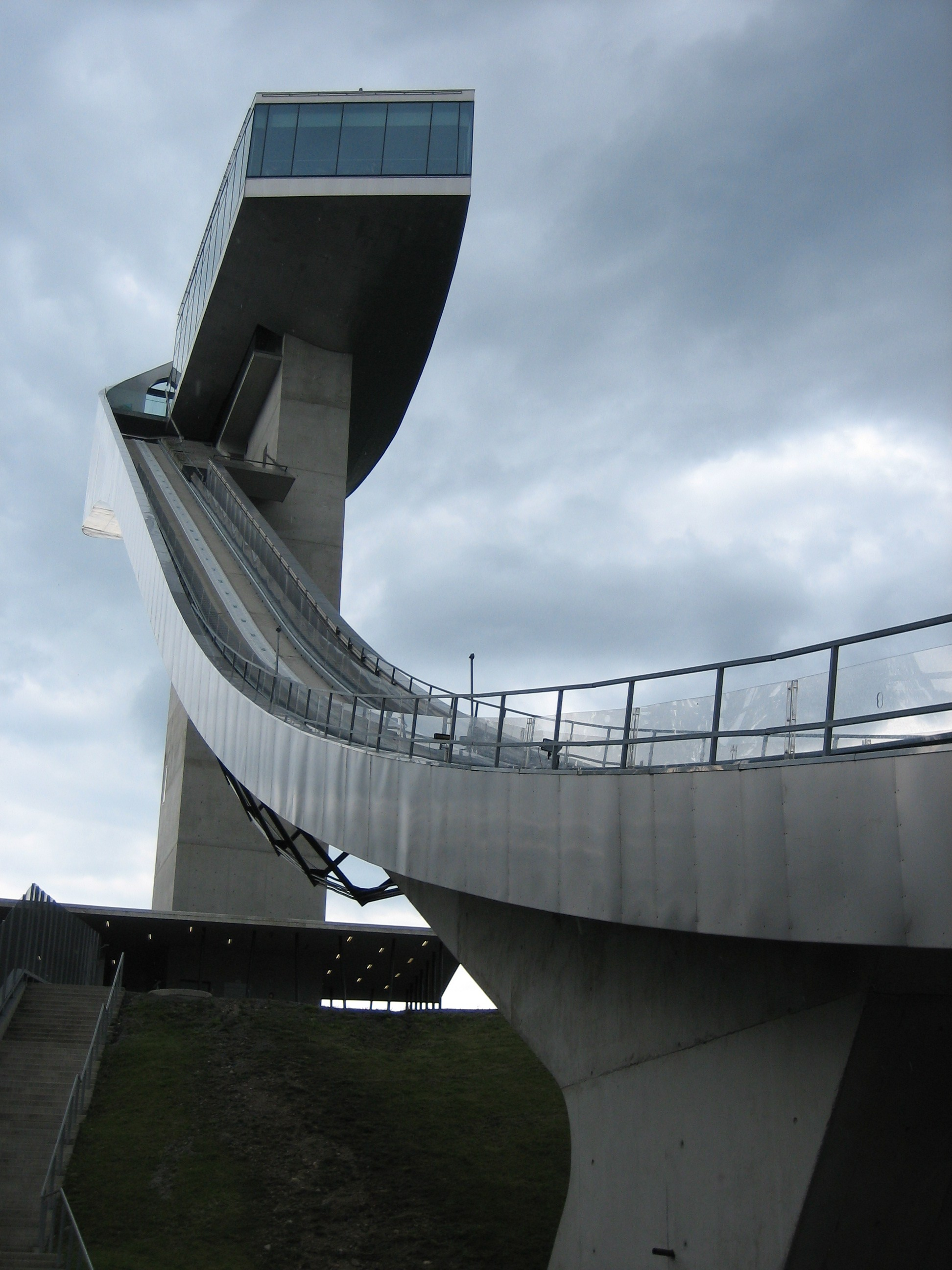
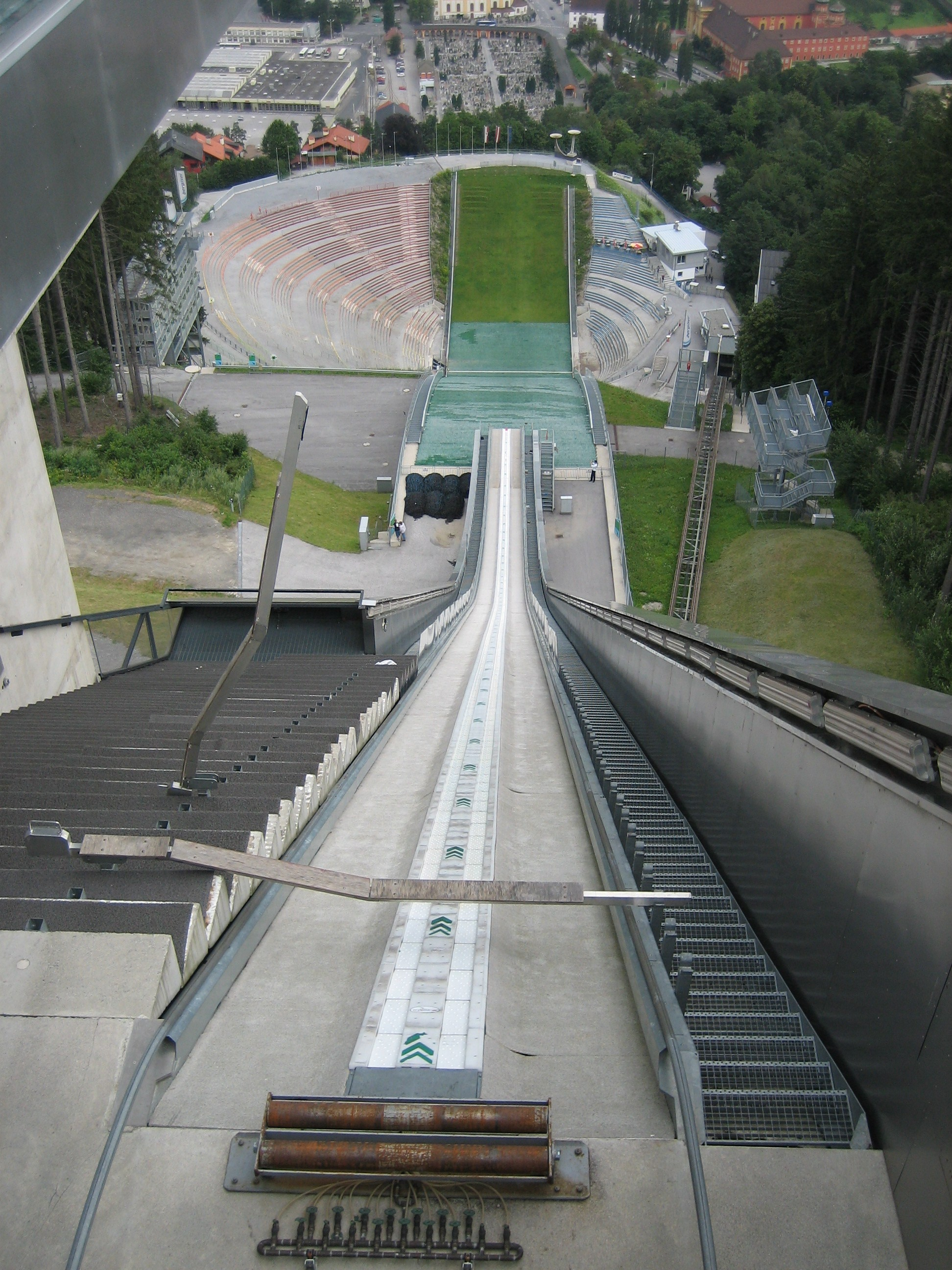
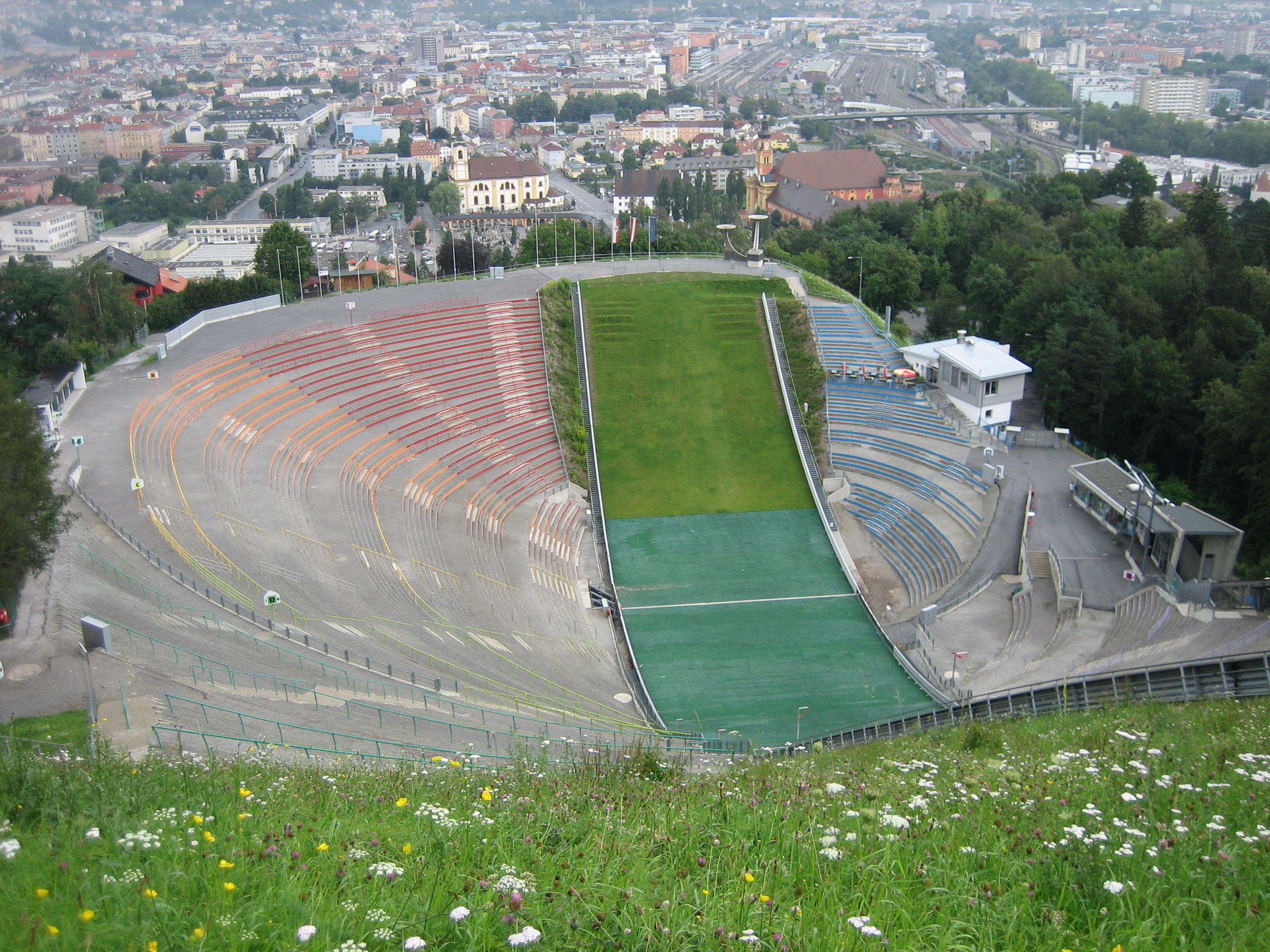
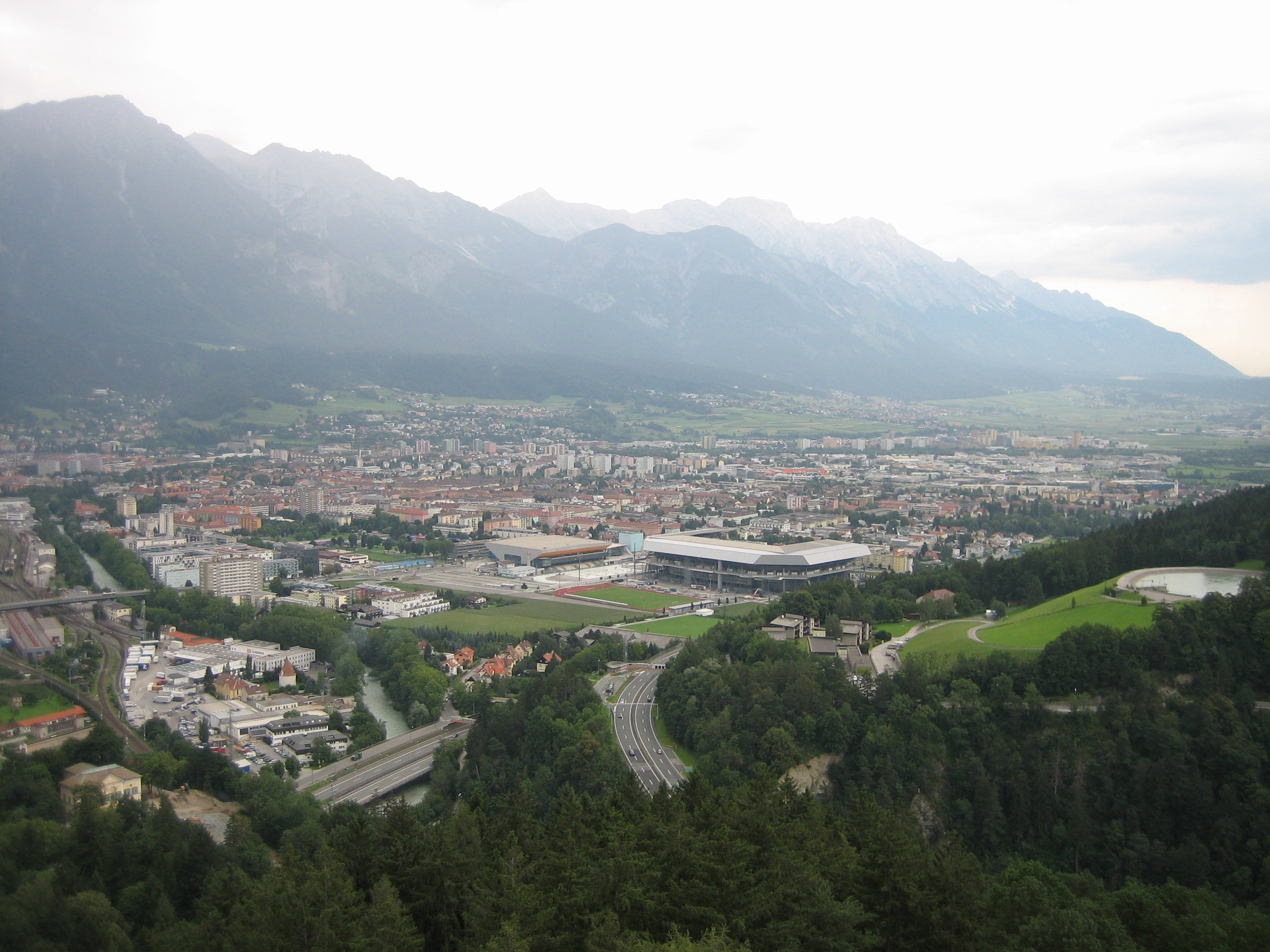